# Репьёвский сельсовет (Новосибирская область)
Репьёвский сельсовет — сельское поселение в Тогучинском районе Новосибирской области Российской Федерации.
Административный центр — село Репьёво.

## История
В 1950-1963 годах - Репьёвский сельский Совет депутатов трудящихся Мошковского района.
С 1963 года в Тогучинском районе.
Статус и границы сельского поселения установлены Законом Новосибирской области от 2 июня 2004 года № 200-ОЗ «О статусе и границах муниципальных образований Новосибирской области»
Репьёвский сельский Совет был организован в 1919 году в селе Репьёво Каменской волости Новониколаевской губернии. В то время в состав сельского Совета входило ещё одно село - Шмаково. Село Репьёво организовывалось в конце 19 века и проживали там переселенцы из Минска, Пензы, Украины и других городов..
Масштабы деятельности сельского Совета - производство сельхозпродукции за счёт единоличного хозяйства. С момента организации Репьёвского сельского Совета был избран председателем Тычанов Иван Федорович. 
Коллективизация проходила здесь, как и по всей Сибири, в 1930-1931 годы. В эти же годы сельский Совет был выведен из состава Каменской волости и введен в состав уже Мошковского района Новосибирской области, а село Шмаково отошло к Плотниковскому сельскому Совету Новосибирского района. В состав Репьёвского сельского Совета входили ряд сёл, образованных переселенцами из Пензы, Минска и других городов - это Сталинск, в котором был организован колхоз "Краснофлотец", Пустынка - колхоз "Знамя труда", где проживали белоруссы, Ярской - колхоз "имени Пушкина", Михайловка - колхоз "Сибиряк", а в селе Репьёво был колхоз "Красное знамя", председателем которого был Урюнцев Вениамин Яковлевич, а с 1936 года эту должность принял Тулупов Андрей Михайлович до 1958 года. 
В 1934 году по территории Репьёвского сельского Совета начали прокладывать железную дорогу "Новосибирск - Кузбасс", в связи с этой стройкой были построены помещения для проживания рабочих. Впоследствии образовались станция Восточная, станция Паровозный, станция Льниха, которые вошли в состав сельского Совета в 1958 году.
Не обошли стороной и Сталинские репрессии 1937 - 1938 годов, во время которых были уничтожены "крепкие семьи".
А во время Великой Отечественной войны и вовсе были опустошены все села - где остались одни женщины и дети. Из забранного населения, вернулись в свои села лишь 80 человек. Список погибших по Репьёвскому сельскому Совету составляет 356 человек, значившихся в "Книге Памяти". В этом списке значатся погибшие и сел, вошедших в состав Репьёвского сельского Совета в 1959 году, когда объединили с Мотковским сельским Советом Мошковского района - это Ново-Мотково, где было два колхоза во время войны - "9 января" и "Ударник", Паровозный, где была железнодорожная станция, Льниха, где было с 1934 года организована Мотковская машино-тракторная станция, в которые вернулись с войны 102 человека.
В 1958 году произошла реорганизация всех колхозов, то есть их объединили в один колхоз "Заря", административное здание которого находилось в селе Льниха. Ввиду того, что там находилась Мотковская машино-тракторная станция, председателем объединённого колхоза был избран Галан Георгий Афанасьевич. Председателем Сельского совета в эти годы был Глебович Павел Давыдович, секретарем - Грачев Валентин Андреевич. А Мотковская МТС стала называться РТС, то есть ремонтно-тракторная станция при колхозе "Заря".
В 1959 году произошло административное деление Советов. В состав Репьевского сельского Совета входили села: Репьево, Шмаково, Малиновка, ст.Восточная, Сталинск, Пустынка, из Мотковского сельского Совета были присоединены села: Ново-Мотково, Льниха, ст.Паровозный, Викмаковка, Березовка, Боровушка, Казанск, Самарск.
В 1961 году при районном делении Репьевский сельский совет отошёл к Тогучинскому району. Административное здание Совета находилось в селе Льниха в деревянном здании практически на том же месте, где ранее было административное здание АКХ "Льниха", где арендует сельский совет два кабинета для своих сотрудников.
В 1958 году из села Карпысак в село Льниха была переведена участковая больница и называлась Льнихинская участковая больница, первым главным врачом которой была Сухорукова Вера Михайловна. Но в 1973 году больница прекратила свою деятельность, осталась лишь врачебная амбулатория, а в 1974 году остался лишь ФАП - заведующей которого была Лавова Галина Васильевна до 1997 года в котором ушла на пенсию, сдав свои полномочия Кочкиной Светлане Анатольевне.
Репьевский сельский Совет занимал очень большую территорию, с запада на восток протянулся от Шелковичихи до Буготака, с севера на юг от Буготака до Усть-Каменки, границей с Мошковским районном стала река Иня. В целях улучшения социально-бытовых условий населения и экономической эффективности было решено Министерством объединить малые населённые пункты в одно более крупное, то есть на центральную усадьбу. К сентябрю 1976 года были ликвидированы школы в посёлках Шмаково, Викмаковка, Березовка, Боровушка, Казанск, Самарск - который в этом же году, решением общего собрания жителей Самарск отошёл в колхоз "Завет Ленина" Буготакского сельского Совета.
Реформы все продолжались и продолжались, в 1977 году колхоз "Заря", на общеколхозном собрании 11 октября был разделён на колхозы: "Заря" - центральной усадьбой которого стало село Репьево, а состав колхоза вошло ещё село Шмаково, "60 лет Октября" - центральной усадьбой которого стало село Льниха, а в состав колхоза вошли села Ново-Мотково и Боровушка. К моменту реорганизации колхоза "Заря" такие села, как Викмаковка, Березовка, Малиновка, Сталинск прекратили своё существование, жители этих сел разъехались кто куда.  В состав Репьевского сельского Совета в этот период входили следующие села: Репьево, Шмаково, Пустынка, Ново-Мотково, Льниха, Боровушка, Казанск и станции Восточная и Паровозный, а территории землепользования оставалась прежней.
Реформы происходили не только в колхозах, но и в Совете. С 1968 года в структуру была введена должность бухгалтера, которую приняла Валова Мария Васильевна. В этом же году в Репьево построили Репьевскую среднюю школу - директором которой тсла Похлебин Павел Васильевич, проработавший 16 лет.
Председателем Совета в это время была Листак Хильда Рудольфовна, заступившая на этот пост с 1964 года и проработав до 1973 года. В июле 1973 года председателем Совета был избран Валов Алексей Федорович, который ранее был председателем колхоза "Заря" с 1965 года. В колхозе его пост занял Шабуров Николай Иванович и остался в нём при делении колхоза, а в колхозе "60 лет Октября" председателем избрали, в то время агронома колхоза "заря" - Судай Михаила Даниловича, который работал председателем все остальные годы существования этого колхоза. 
На основании постановления Правительства Российской Федерации все земли были поделены на "паи" и в марте 1993 года колхоз "60 лет Октября" был реорганизован в ассоциацию крестьянских хозяйств "Льниха" или АКХ "Льниха" - председателем которой остался Судай Михаил Данилович. В колхозе "Заря" реорганизации не было, там по прежнему колхоз  "Заря", а бывший председатель в этом иже году с частью фермеров вышел из колхоза и организовал свой "мини колхоз". Председателем колхоза "Заря" был Лузан Иван Михайлович, а потом Мушкей Владимир Анатольевич. В селе Льниха первыми вышли из колхоза три человека и вообще по совету, и один из Боровушки в марте 1993 году, в итоге насчитывалось 59 хозяйств.
Постановлением главы администрации Тогучинского района от 12 октября 1993 года № 661 и в соответствии с указом Президента от 9 октября 1993 года № 1617 "О реформе представительных органов власти и органов местного самоуправления РФ" Репьевский сельский Совет прекратил свою деятельность. После чего образована администрация Репьевского сельсовета, которая находится в подчинении администрации Тогучинского района и имеет следующую структуру: глава администрации Чемеркин Петр Степанович, работающий с 1991 года, специалист - Анкудинова Валентина Васильевна,  работающая с 1977 года, главный бухгалтер, бухгалтер, делопроизводитель ВУС, счетовод - кассир.
В настоящее время на территории Репьевского сельсовета находятся девять населённых пунктов, в которых расположены учреждения, организации и прочие сферы обслуживания:
РЕПЬЕВО - Репьевская средняя школа, фельдшерско-акушерский пункт, магазин ЗАО "Репьево", сельский дом культуры, пекарня "Сибхлеб", отделение связи, детский сад, сельская библиотека, колхоз "Заря".
ШМАКОВО - магазин ЗАО "Репьево", фельдшерско-акушерский пункт.
ст. ВОСТОЧНАЯ - железнодорожная начальная школа, магазин ОРС-НОД 3.
ЛЬНИХА - администрация Репьевского сельсовета, администрация АКХ "Льниха", фельдшерско-акушерский пункт, магазин ЗАО "Репьево", отделение связи, сельская библиотека, сельский дом культуры, пекарня "Сибхлеб", магазин АКХ "ЛЬниха" и "Фиалка", магазин ОРС-НОД 3, железнодорожная начальная школа.
НОВО-МОТКОВО - магазин ЗАО "Репьево", Ново-Мотковская начальная школа. 
БОРОВУШКА - магазин ЗАО "Репьево".
ПУСТЫНКА, КАЗАНСКИЙ, о. п. ПАРОВОЗНЫЙ - на территории этих населённых пунктов нет никаких учреждений.

## Население
| 2002  | 2010  | 2012  | 2013  | 2014  | 2015  | 2016  | 2017  | 2018  |
| ----- | ----- | ----- | ----- | ----- | ----- | ----- | ----- | ----- |
| 1875  | ↗1927 | ↘1876 | ↗1886 | ↗1892 | ↘1860 | ↘1848 | ↘1820 | ↘1807 |
| 2019  | 2020  | 2021  |       |       |       |       |       |       |
| ↘1789 | ↘1768 | ↘1731 |       |       |       |       |       |       |

## Состав сельского поселения
| № | Населённый пункт | Тип населённого пункта       | Население |
| - | ---------------- | ---------------------------- | --------- |
| 1 | Боровушка        | посёлок                      | ↘21       |
| 2 | Восточная        | железнодорожная станция      | ↗278      |
| 3 | Льниха           | село                         | ↗589      |
| 4 | Новомотково      | село                         | ↘130      |
| 5 | Паровозный       | населённый пункт             | ↗36       |
| 6 | Пустынка         | посёлок                      | ↗25       |
| 7 | Репьево          | село, административный центр | ↗618      |
| 8 | Шмаково          | деревня                      | ↗230      |